# Else Birkmose
Else Gunnarsson (født Birkmose-Pedersen 3. januar 1931 i København, død 28. september 1998 i Ålsgårde) var en dansk landsholdspiller og landstræner i håndbold. Hun var med på det hold, som vandt sølv ved verdensmesterskabet 1962 i Rumænien.

## Håndboldkarriere
Birkmose debuterede i 1947 på HG's førstehold. Med HG vandt hun syv danske mesterskaber i perioden 1951-1965, og i årene fra slutningen af 1950'erne deltog HG's kvinder i flere turneringer i Østeuropa. Hun var nøglespilleren, da HG i 1965 besejrede ungarske BP Kőbánya Spartacus fra Budapest med 21–16, i finalen i Mesterholdenes Europa Cup. HG var det første danske kvindehåndboldhold som vandt en Europacup. Også det følgende år spillede HG sig frem til finalen, der dog endte med et nederlag mod det østtyske hold SC Leipzig. 
Hun debuterede på landsholdet i 1948 og spillede på under fjorten år 63 landskampe og scorede 109 mål. Hun var med til at vinde det nordiske mesterskab fem gange. Ved det første verdensmesterskab i håndbold for kvinder i Jugoslavien 1957 blev det til en femteplads, mens Danmark i 1962 i Rumænien fik sølvmedaljer. Derefter stoppede hun sin aktive landsholdskarriere, men overtog året efter sammen med Birgitte Wilbek posten som landstræner som de første kvinder. Hun varetog dette arbejde indtil 1965. Desuden fungerede hun i en årrække som holdleder for HG's kvindehold.
Birkmose blev i årene omkring 1960 betragtet som verdens bedste kvindelige håndboldspiller. Hun var sammen med den daværende landstræner Jørgen Absalonsen den drivende kraft bag den udvikling af dansk kvindehåndbold fra motionsspil til en elitesport, som fandt sted i slutningen af 1950'erne.

## Øvrige karriere
Birkmose deltog i 1954 og 1956 med det danske basketballlandshold i EM.
Birkmose deltog allerede som aktiv i ledelsesarbejde i Københavns Håndbold Forbund 1954-1962, blandt andet som bestyrelsesmedlem 1957-1958. I 1959 modtog hun Dansk Håndbolds guldnål og blev dermed den første aktive spiller, som opnåede denne udmærkelse. Samtidig tildeltes hun B.T.'s guldmedalje for den største danske idrætspræstation i 1958 på baggrund af sin indsats i landskampen mod verdensmestrene fra Tjekkoslovakiet.
Birkmose var uddannet sekretær og frem til 1965 ansat i forsikringsselskabet Nye Danske. Herefter flyttede hun til dagbladet Aktuelt, hvor hendes mand Grimur Gunnarsson var sportsredaktør og arbejdede her til sin pensionering i midten af 1990'erne.